# Himne Olímpic

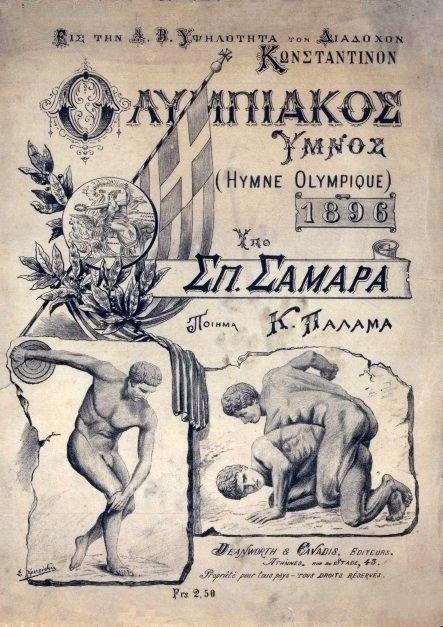
Porta de l'Himne Olímpic de Spirou Samara, 1896.

L'Himne Olímpic (en grec: Ολυμπιακός Ύμνος) és una composició musical creada pel músic Spirídon Samaras i el poeta Kostís Palamàs. Aquests autors foren els escollits per Dimítrios Vikelas, el primer president del Comitè Olímpic Internacional (COI).

## Història
Aquesta peça fou creada per als Jocs Olímpics d'Estiu de 1896 realitzats a Atenes (Grècia), i s'estrenà el 25 de març d'aquell any en la cerimònia inaugural dels Jocs a l'Estadi Panathinaiko.
El Comitè Olímpic Internacional el declarà oficial en la 55a Sessió del Comitè Olímpic Internacional realitzada a Tòquio (Japó) l'any 1958. En els Jocs Olímpics d'Estiu de 1960 a Roma (Itàlia) ja s'interpretà amb la hissada de la bandera olímpica.
L'Himne oficialment està escrit en grec, així com anglès i francès. Al llarg dels anys, però, cada país ha decidit fer-ne una versió pròpia de la lletra i es canta en diferents idiomes en les cerimònies d'obertura i clausura.

## Lletra
| Versió original en Grec | Transcripció a l'alfabet llatí |
| --- | --- |
| Αρχαίο Πνεύμα αθάνατο, αγνέ πατέρα του ωραίου, του μεγάλου και του αληθινού, Κατέβα, φανερώσου κι άστραψε εδώ πέρα στη δόξα της δικής σου γης και τ' ουρανού. Στο δρόμο και στο πάλεμα και στο λιθάρι Στων ευγενών αγώνων λάμψε την ορμή Και με το αμάραντο στεφάνωσε κλωνάρι και σιδερένιο πλάσε και άξιο το κορμί. (δις) Κάμποι, βουνά και θάλασσες φέγγουνε μαζί σου σαν ένας λευκοπόρφυρος μέγας ναός. Και τρέχει στο ναό εδώ προσκυνητής σου (δις) Αρχαίο Πνεύμα αθάνατο, κάθε λαός. (δις) | Arkhéo Pnévma athánato, aghné patéra tou oréou, tou meghálou ke tou alithinoú Katéva, fanerósou ki ástrapse edhó péra sti dhóksa tis dhikís sou ghis kai t'ouranoú. Sto dhrómo ke sto pálema kai sto lithári Ston evghenón aghónon lámpse tin ormí. Ke me to amáranto stefánose klonári kai sidherénio pláse ke áksio to kormí. (dues vegades) Kámpi, vouná ke thálasses féngoune mazí sou san énas lefkopórfyros méghas naós Ke trékhi sto naó edhó proskynitís sou (dues vegades) Arkhéo Pnévma athánato, káthe laós. (dues vegades) |
| Transcripció anglesa (literal) | Transcripció francesa |
| O Ancient immortal Spirit, pure father Of beauty, of greatness and of truth, Descend, reveal yourself and flash like lightning here, within the glory of your own earth and sky. At running and at wrestling and at throwing, Shine in the momentum of noble contests, And crown with the unfading branch And make the body worthy and ironlike. (dues vegades) Plains, mountains and seas glow with you Like a white-and-purple great temple, And hurries at the temple here, your pilgrim, (dues vegades) O Ancient immortal Spirit, every nation. (dues vegades)                                    | Esprit antique et éternel, créateur auguste De la beauté, de la grandeur et de la vérité, Descends ici, parais, brille comme l'éclair, Dans la gloire de la terre et de ton ciel. : Dans la course et la lutte et le poids Des nobles jeux éclaire l'élan, Prépare la couronne Faite de la branche immortelle, Et donne au corps la force De l'acier et la dignité. (dues vegades) Les campagnes, les monts, Les mers brillent autour de toi, Comme un grand temple fait De pourpre et de blancheur, Et dans le temple ici accourent tous les peuples Pour se prosterner devant toi, (dues vegades) Esprit antique et éternel. (dues vegades) |
| Interpretació al català | |
| Esperit immortal de l'antiguitat, Pare d'allò veritable, preciós i bo. Descendeix, presenta’t, vessa la teva llum sobre aquesta terra i sota aquest cel que va ser el primer testimoni de ta imperfecta fama. Doneu vida i vivacitat a aquests nobles jocs. Llanceu garlandes de flors que no empal·lideixin. Als victoriosos en la carrera i en la lluita! Crea, als nostres pits, cors d'acer! En tes lleugeres planures, muntanyes i mars. Brillen en un to rosat i formen un enorme temple en el que totes les nacions es reuneixen per adorar-te. (x2) Oh, esperit immortal de l'antiguitat! (x2) | |

## L'Himne Olímpic als Jocs Olímpics
| Jocs                                          | Ciutat          | Llengua                         | Notes |
| --------------------------------------------- | --------------- | ------------------------------- | --- |
| Jocs Olímpics d'Hivern de 1960                | Squaw Valley    | Anglès                          | |
| Jocs Olímpics d'Estiu de 1960                 | Roma            | Italià                          | |
| Jocs Olímpics d'Hivern de 1964                | Innsbruck       | Alemany                         | |
| Jocs Olímpics d'Estiu de 1964                 | Tòquio          | Japonès                         | Cantat en japonès a la cerimònia de clausura. |
| Jocs Olímpics d'Hivern de 1968                | Grenoble        | Francès                         | |
| Jocs Olímpics d'Estiu de 1968                 | Ciutat de Mèxic | Castellà                        | |
| Jocs Olímpics d'Hivern de 1972                | Sapporo         | Japonès                         | |
| Jocs Olímpics d'Estiu de 1972                 | Múnic           | Instrumental                    | Una versió instrumental fou utilitzada en les cerimònies d'obertura i clausura. |
| Jocs Olímpics d'Hivern de 1976                | Innsbruck       | Alemany                         | |
| Jocs Olímpics d'Estiu de 1976                 | Mont-real       | Francès                         | |
| Jocs Olímpics d'Hivern de 1980                | Lake Placid     | Anglès                          | |
| Jocs Olímpics d'Estiu de 1980                 | Moscou          | Rus i Grec                      | L'Himne s'interpretà en rus a la cerimònia d'obertura i en grec a la de clausura. |
| Jocs Olímpics d'Hivern de 1984                | Sarajevo        | Serbo-croat                     | |
| Jocs Olímpics d'Estiu de 1984                 | Los Angeles     | Anglès                          | |
| Jocs Olímpics d'Hivern de 1988                | Calgary         | Grec                            | [ 6 ] [ 7 ] |
| Jocs Olímpics d'Estiu de 1988                 | Seül            | Coreà                           | |
| Jocs Olímpics d'Hivern de 1992                | Albertville     | Francès                         | |
| Jocs Olímpics d'Estiu de 1992                 | Barcelona       | Castellà, català i francès      | A la cerimònia d'obertura Alfredo Kraus cantà l'Himne en català, castellà i francès. A la cerimònia de clausura Plácido Domingo ho feu en castellà.                                                     |
| Jocs Olímpics d'Hivern de 1994                | Lillehammer     | noruec                          | Performed at both the opening and closing ceremonies by Sissel |
| Jocs Olímpics d'Estiu de 1996                 | Atlanta         | Anglès                          | |
| Jocs Olímpics d'Hivern de 1998                | Nagano          | Japonès                         | |
| Jocs Olímpics d'Estiu del 2000                | Sydney          | Anglès i grec                   | En la cerimònia d'obertura fou interpretat en grec per "The Millennium Choir", i en la cerimònia de clausura en anglès..                                                                                |
| Jocs Olímpics d'Hivern de 2002                | Salt Lake City  | Anglès                          | |
| Jocs Olímpics d'Estiu de 2004                 | Atenes          | Grec                            | [ 10 ] |
| Jocs Olímpics d'Hivern de 2006                | Torí            | Versió instrumental i abreviada | [ 11 ] |
| Jocs Olímpics d'Estiu de 2008                 | Pequín          | Grec                            | [ 12 ] |
| Jocs Olímpics d'Hivern de 2010                | Vancouver       | Anglès i Francès                | Fou la primera vegada que l'Himne fou cantat en els dos idiomes oficials dels Jocs. Measha Brueggergosman ho feu en la cerimònia d'obertura i Ben Heppner en la de clausura, alternant els dos idiomes. |
| Jocs Olímpics d'Estiu de la Joventut de 2010  | Singapur        | Grec                            | |
| Jocs Olímpics d'Hivern de la Joventut de 2012 | Innsbruck       | Versió instrumental             | |

## Altres usos
L'Himne Olímpic ha estat utilitzat en diverses ocasions en substitució de l'himne nacional en el moment de concessió de la medalla d'or als esportistes vencedors:
- pels països occidentals que participaren en els Jocs Olímpics d'Estiu de 1980, realitzats a Moscou (Unió Soviètica), que ho feren sota Bandera Olímpica i mostrant la seva queixa per la invasió soviètica a l'Afganistan.
- pels Participants Olímpics Independents que participaren en els Jocs Olímpics d'Estiu de 1992, celebrats a Barcelona, esportistes de la República Federal de Iugoslàvia i de l'Antiga República Iugoslava de Macedònia davant la sanció imposada a la República Federal Socialista de Iugoslàvia.
- per l'Equip Unificat, equip que agrupà els esportistes de l'antiga Unió Soviètica (exceptuant els Estats Bàltics) durant els Jocs Olímpics d'Hivern de 1992, realitzats a Albertville, i als Jocs Olímpics d'Estiu de 1992 celebrats a Barcelona.